# Phaulostylus
Phaulostylus is een geslacht van spinnen uit de familie springspinnen (Salticidae).

## Soorten
De volgende soorten zijn bij het geslacht ingedeeld:
- Phaulostylus furcifer Simon, 1902
- Phaulostylus grammicus Simon, 1902
- Phaulostylus grandidieri Simon, 1902
- Phaulostylus leucolophus Simon, 1902